# Ren Gill
Ren Eryn Gill (Bangor, 29 de març de 1990), més conegut artísticament com Ren, és un cantautor, raper, poeta, productor, músic de carrer i multiinstrumentista gal·lès. Va ser membre dels grups de Brighton Trick The Fox i The Big Push.
Ren és un artista independent que el 2022 va publicar el videoclip «Hi Ren» a Youtube, el qual es va fer viral i va assolir 6,8 milions de visualitzacions en dos mesos. Les següents tres cançons que Ren va publicar, «Sick Boi», «Bittersweet Symphony (The Verve Retake)» i «Illest of Our Time», també van aparèixer al Trending Music Video Chart del Regne Unit a YouTube.

## Discografia
- Love Music (2015)
- Freckled Angels (2016)
- Demos (Do Not Share), Vol 1 (2020)
- Demos (Do Not Share), Vol 2 (2020)
- Violet's Tale (2022)